# Stonehenge (U-Boot)
HMS Stonehenge (Kennung: P232) war ein U-Boot der britischen Royal Navy im Zweiten Weltkrieg.

## Geschichte
Die Stonehenge (siehe Stonehenge) war ein Boot des dritten Bauloses der erfolgreichen S-Klasse. Dieses Baulos wird auch als Seraph-Klasse bezeichnet. Sie wurde am 4. April 1942 bei Cammell, Laird & Company im nordwestenglischen Birkenhead auf Kiel gelegt, lief am 23. März 1943 vom Stapel und wurde von der Royal Navy am 15. Juni 1943 in Dienst gestellt.
Der Kriegsneubau wurde hauptsächlich im Pazifikkrieg eingesetzt. Der Kommandant des U-Bootes war Lt. David Stuart McNeile Verschoyle-Campbell. McNeile Verschoyle-Campbell wurde für seinen Einsatz mit dem Distinguished Service Order ausgezeichnet.
Das U-Boot versenkte am 5. Februar 1944 nördlich von Penang (Malaya) das japanische Handelsschiff Koryo Maru Nr. 2 (726 BRT). Am 12. Februar 1944 wurde vor der Westküste Malayas bei 5° 46′ N, 99° 52′ O der japanischen Hilfsminenleger Choko Maru (889 BRT) versenkt.
Im Februar 1944 verließ die Stonehenge ihre Basis in Trincomalee auf Ceylon und erreichte das Operationsgebiet zwischen Sumatra und den Nikobaren am 25. Februar. Das U-Boot gilt mit der gesamten Besatzung seit dem 22. März 1944 als vermisst. Ort und Umstände des Totalverlustes sind unbekannt.